# Гідронім
Гідро́нім (від грец. υδωρ «вода» та όνομα «назва») — географічна назва водоймища (річки, озера, ставка, моря, болота). Вид топоніма.

## Значення гідронімів
Походження гідронімів дає змогу з'ясувати, які народи жили на тій чи іншій території у минулому. Так, на території України є декілька гідронімів, що походять від давньоіранського (сарматського) кореня *danu-, що означає «вода, річка»: Дніпро, Донець, Дон, Дністер та Дунай.

## Класифікація гідронімів
Залежно від типу водойми серед гідронімів розрізняють:
- океаноніми — назви океанів: Тихий океан, Атлантичний океан;
- пелагоніми — назви морів: Середземне море, Азовське море;
- потамоніми — назви річок: Дністер, Прип'ять, Амазонка;
- лімноніми — назви озер: Байкал, Каспійське море;
- гелоніми — назви боліт: Глиняне болото, Зелене болото.

### Океаноніми
Океанонім (від грецьких слів ώχεανός — океан, όνυμα, όνομα — ім'я, назва) — один із видів гідронімів, власна назва океану
Оскільки океанів на Землі небагато, то відповідно маємо у сучасній мові небагато океанонімів — Тихий океан, Індійський океан, Атлантичний океан, Північний Льодовитий океан, Південний океан.

## Цікаве
Характерною особливістю давньоєвропейських гідронімів — давніх європеїзмів, тобто тих, які існували до виникнення індоєвропейської мовної спільності, є наявність у них основ на означення «вода», «джерело», «текти», «потік», а також кольорів — «білий», «блискучий» тощо.